# Folkmann Schaanning
Folkmann Schaanning, född 8 juli 1886 i Trondheim, död 1 januari 1964, var en norsk skådespelare.

## Filmografi
Enligt Internet Movie Database:
- 1933 – En stille flirt
- 1938 – Bør Børson jr.
- 1940 – Tante Pose
- 1940 – Tørres Snørtevold
- 1941 – Gullfjellet
- 1942 – Det æ'kke te å tru
- 1943 – Sangen til livet
- 1943 – Den nye lægen
- 1946 – Et spøkelse forelsker seg
- 1948 – Kampen om atombomben
- 1948 – Trollforsen
- 1949 – Vi flyger på Rio (norsk version)
- 1952 – Nödlandning
- 1952 – Andrine og Kjell
- 1954 – Heksenetter
- 1954 – Portrettet